# Votomita pubescens
Votomita pubescens là một loài thực vật có hoa trong họ Mua. Loài này được Morley miêu tả khoa học đầu tiên năm 1985.